# Megachile vanduzeei
Megachile vanduzeei là một loài Hymenoptera trong họ Megachilidae. Loài này được Cockerell mô tả khoa học năm 1924.